# 麥克·安德雷
麥克·安德雷（德語：Michael Andrei；1985年8月6日—）是一位德國排球運動員。他現在效力於比利時排球聯賽球隊安特衛普。他也是德國國家排球隊的一員，代表德國參加了2014年世錦賽。